# 弥陀区

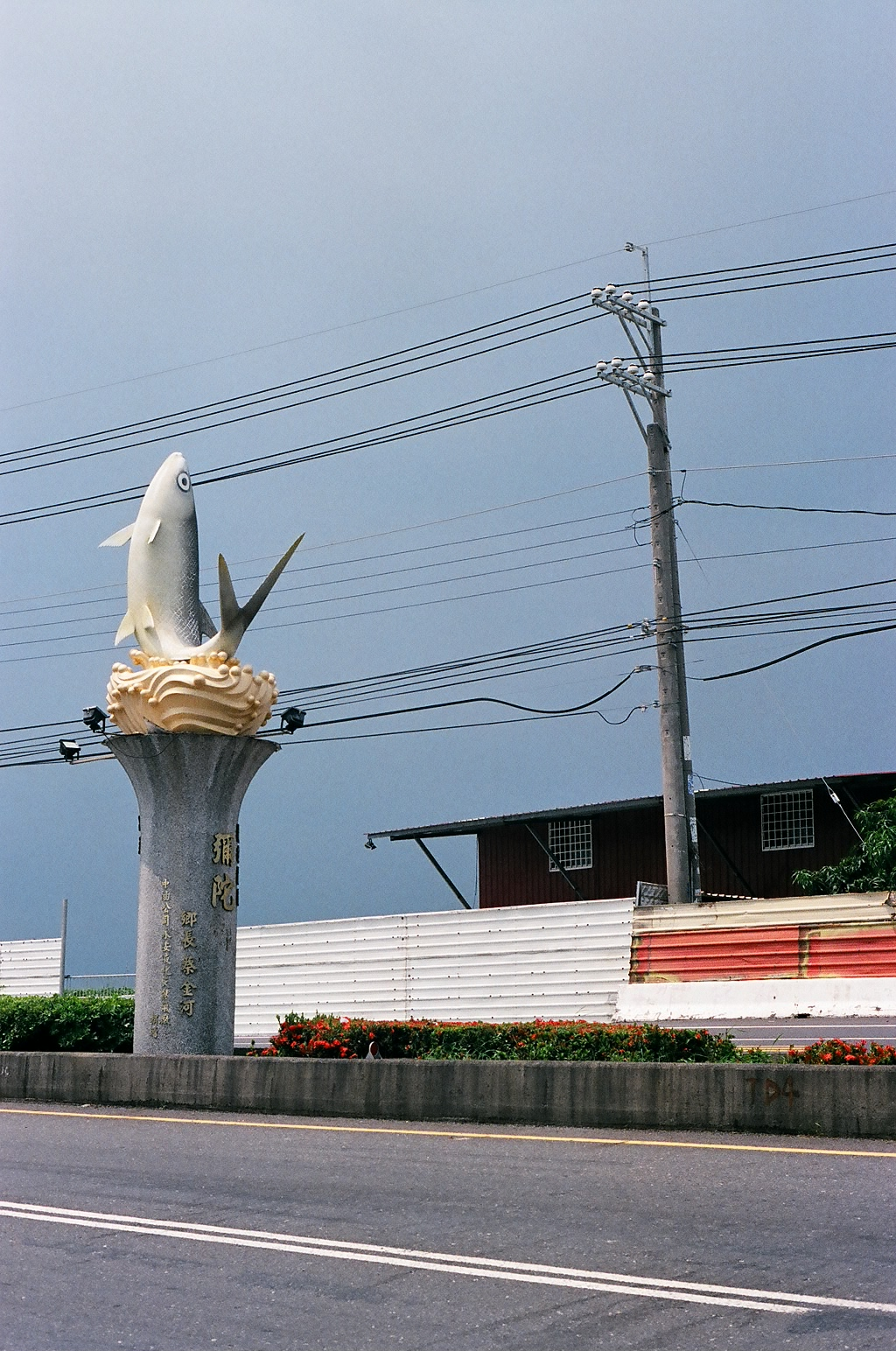
梓官区との境界線付近の台17線中央分離帯にあるサバヒー像

弥陀区（ミートゥオ/みだ-く）は、高雄市の市轄区。

## 地理
弥陀区は高雄市西部沿海に位置し、北は永安区と、東は岡山区と、南は橋頭区とそれぞれ接し、西は台湾海峡に面している。

## 歴史
古くは「弥羅港」と称し、康熙年間の1685年に著された『台湾府志』に見ることが出来る。現在の地名は台湾の中華民国への編入後の1945年12月に改められたものであり、1950年3月に永安郷が、1951年4月には梓官郷がそれぞれ分割されている。2010年12月25日に高雄県が高雄市に編入されたことに伴って弥陀区となった。

## 行政区
| 里                                                                                             |
| ---------------------------------------------------------------------------------------------- |
| 文安里、光和里、南寮里、海尾里、過港里、漯底里、弥仁里、弥陀里、弥靖里、弥寿里、旧港里、塩埕里 |

## 歴代区長
| 代 | 氏名 | 退任日 |
| -- | ---- | ------ |

## 教育

### 国民中学
- 高雄市立弥陀国民中学

### 国民小学
- 高雄市立弥陀国民小学
- 高雄市立南安国民小学
- 高雄市立寿齢国民小学

## 交通
| 種別 | 路線名称 | その他 |
| ---- | -------- | ------ |
| 省道 | 台17線   |        |

## 観光
- 南寮漁港
- 海岸光廊
- 弥陀公園
- 漯底公園
- 漯底山
- 浜海遊楽区
- 蔦松文物展示館
- 弥寿宮
- 弥靖玄天宮
- 弥仁三和宮
- 瀬南場代天府